# Theodoor Sevens
Theodoor Sevens (Kinrooi, 16 mei 1848 - Kortrijk, 10 april 1927) was een Vlaams schrijver, archivaris en historicus.

## Biografie
Theodoor werd geboren in het Sevenshuis, gelegen op de Sevenstraat in Kinrooi, als zoon van Renier Sevens en Maria Elizabeth Schroyen. Theodoor volgde zijn middelbare studies in Maaseik gevolgd door de normaalschool in Lier waar hij zijn onderwijzersdiploma behaalde.
In 1869 werd Theodoor onderwijzer in Lissewege, vervolgens in Dudzele. Daarna werd hij eerst schoolhoofd in Lapscheure (1872-1881). Hij werd vervolgens schoolhoofd in de Kortrijkse stadsscholen: in 1881 Kortrijk-Walle en in 1888 in Kortrijk-Centrum. In deze stad was hij zeer betrokken bij alles wat cultuur betreft. In 1920 nam hij ontslag als onderwijzer, na ongeveer 51 jaar dienst. Vanaf 1882 was hij actief in het stadsarchief van Kortrijk.
Theodoor Sevens schreef meer dan twintig dichtbundels (meer dan vijftig gedichten van hem werden op muziek gezet, waaronder "Het Blijheidslied" van Karel Mestdagh), een tiental schoolwerken en een groot aantal reisverslagen. Als historicus schreef hij een vijfendertigtal boeken en bijdragen over Kortrijk en omgeving. Hij werkte tevens mee aan een twintigtal tijdschriften waaronder het tijdschrift "Limburg". 
Theodoor kreeg elf kinderen, van wie er twee ook schrijver werden, namelijk Alfons Sevens (1877-1961) en Constant Sevens (1886-1972).
Theodoor overleed op 79-jarige leeftijd. Hij ligt begraven te Kortrijk, waar de Theodoor Sevenslaan naar hem is vernoemd. Ook Kinrooi kreeg in 1958 een Sevensstraat en later een Theodoor Sevens-bibliotheek.

## Theodoor Sevens en Guido Gezelle
Tijdens zijn Kortrijkse periode werd Sevens nauw bevriend met Guido Gezelle en was hij hem vaak behulpzaam. Gezelle wijdde twee gedichten aan hem:
- Het gedicht Heer Th. Sevens in 1883, naar aanleiding van de bekroning van Sevens in een prijskamp die was uitgeschreven door de Brugse vereniging Vlaamsche Broederbond voor het schrijven van een huldedicht op Hendrik Conscience. Gezelle kon op de huldezitting niet aanwezig zijn en stuurde het gedicht ter ere van Sevens, dat tijdens de zitting werd voorgedragen.
- Het gedicht De rechte man is hij, naar aanleiding van de bevordering van Sevens in 1888 tot schoolhoofd, een bevordering die om redenen van perikelen tijdens de schoolstrijd met vertraging was tot stand gekomen.

## Publicaties
- ''Vlaamsche dichters en prozaschrijvers van Kortrijk, 1885.
- Jan Palfijn, 1887.
- L. Robbe, levensschets, 1889.
- F.-A. Snellaert, levensschets, 1889.
- E. H. Van Dale, levensschets, 1890.
- Geschiedenis der abdij van Groeninge, 1890.
- De normaalschool van Lier, 1900).
- De slag van Kortrijk in 1302 , Gent/Antwerpen, De Nederlandsche Boekhandel, 1902.
- In Fransch Vlaanderen, 1909.
- Huisgezin en vaderland,  Antwerpen, De Vlaamsche Boekhandel - L. Opdebeek, 1912.
- De Duitschers in België, tafereelen en liederen uit den Europeeschen Oorlog van 1914 tot 1919, Kortrijk, R. Snoeck-Debusschere, 1919.
- De Europeesche oorlog in België van 1914 tot 1918, Antwerpen, L. Opdebeek, 1920.
- Gabriëlle Petit, vaderlandsch gedicht en levensschets, Antwerpen, L. Opdebeek, 1920.
- De Europeesche oorlog in België van 1914 tot 1918, Antwerpen, L. Opdebeek, 1920.
- Geschiedenis der gemeente Kinroy, Limburg, 1922.

## Fotogalerij

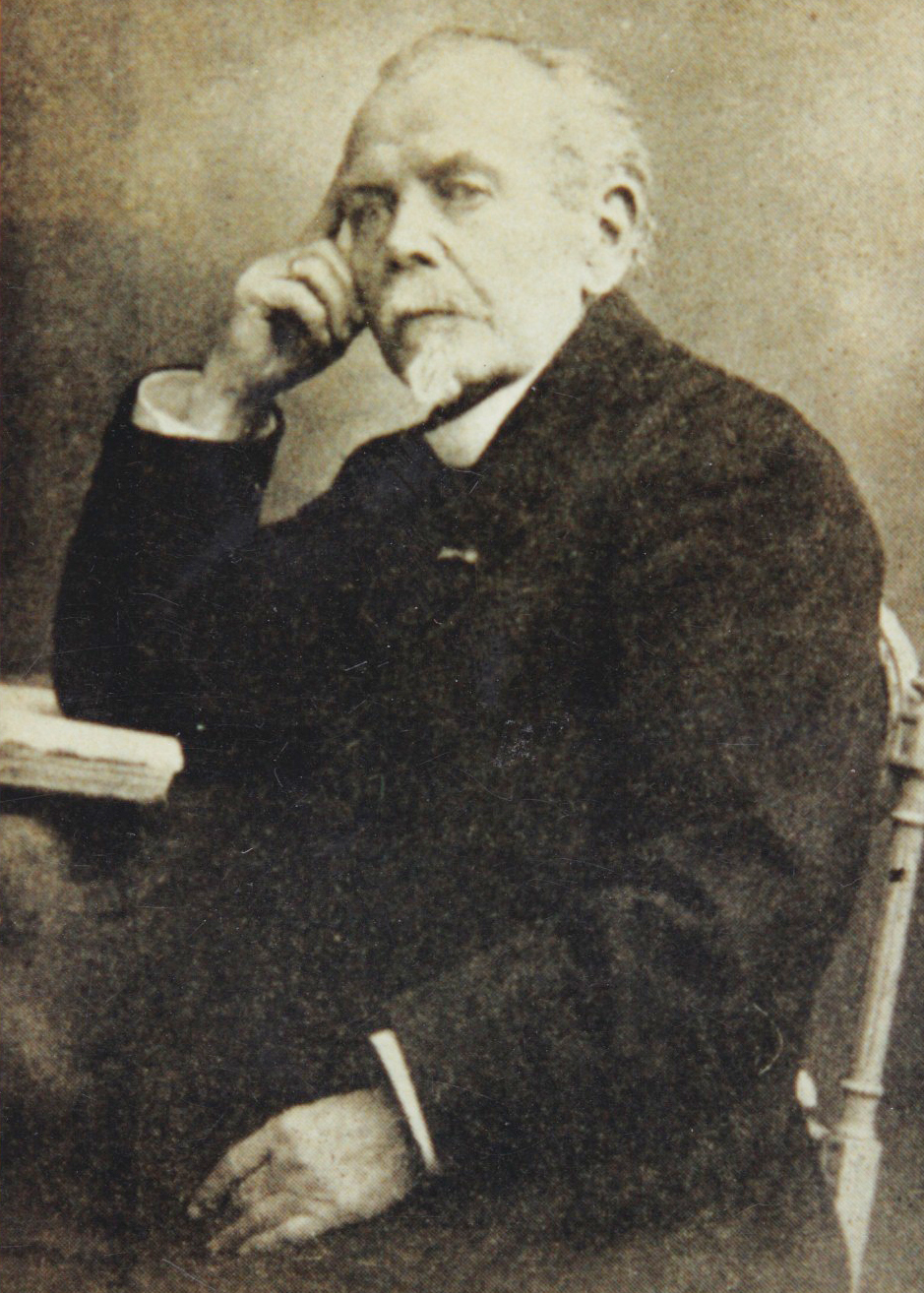
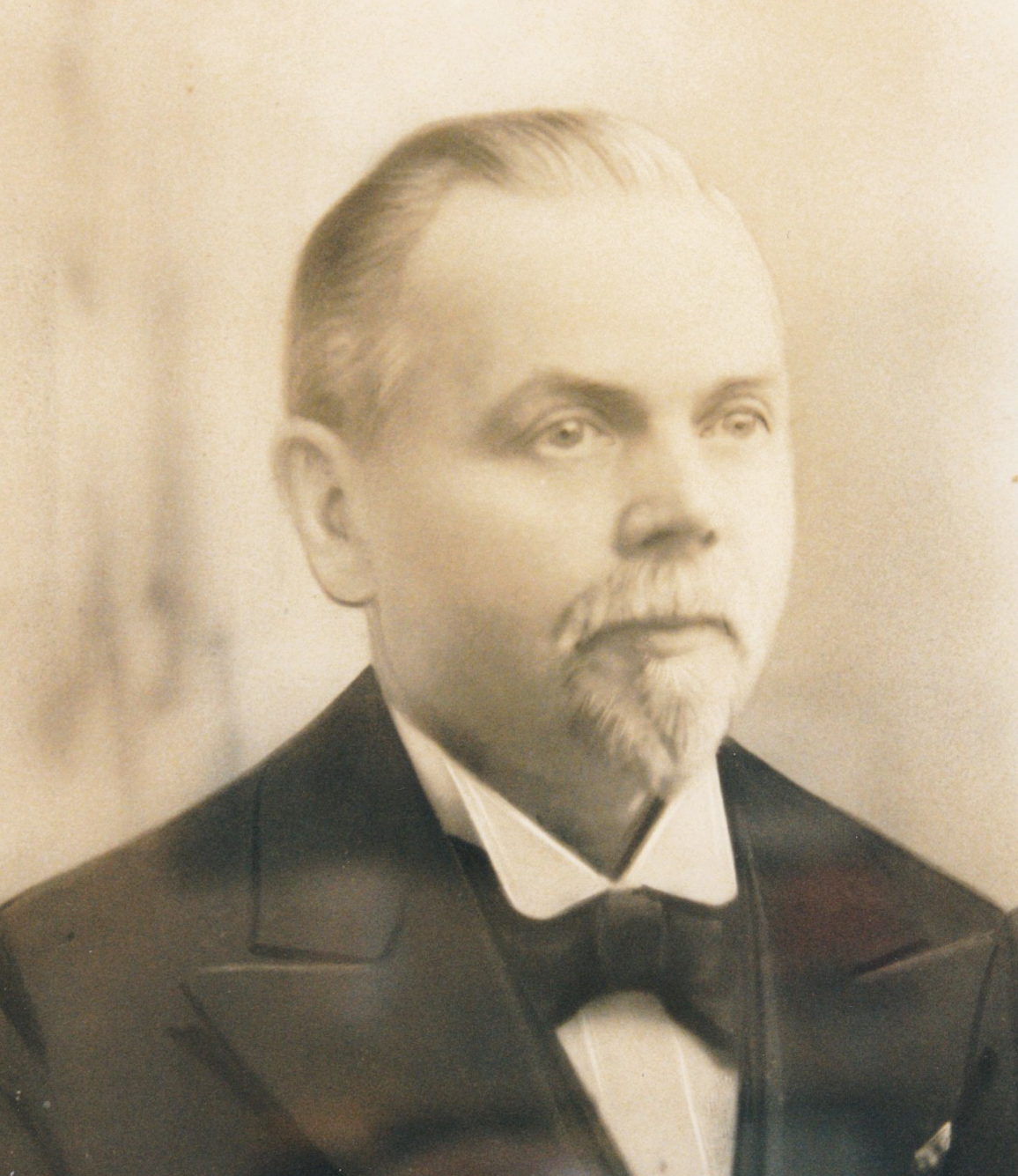
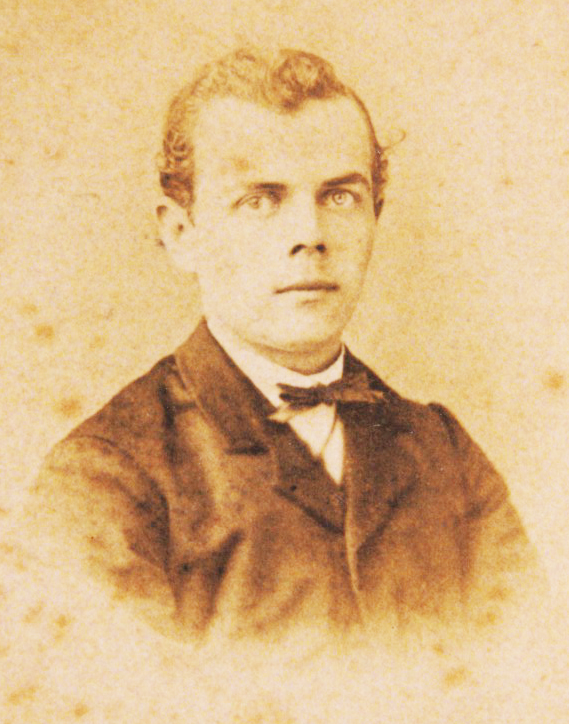
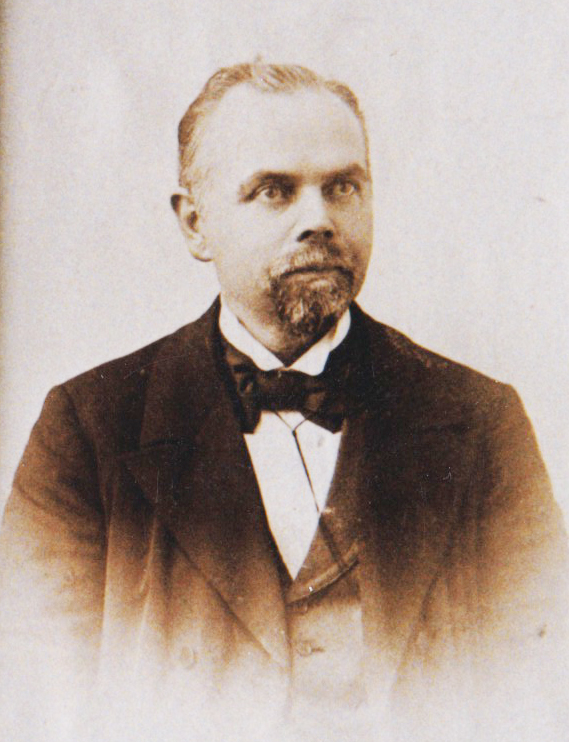
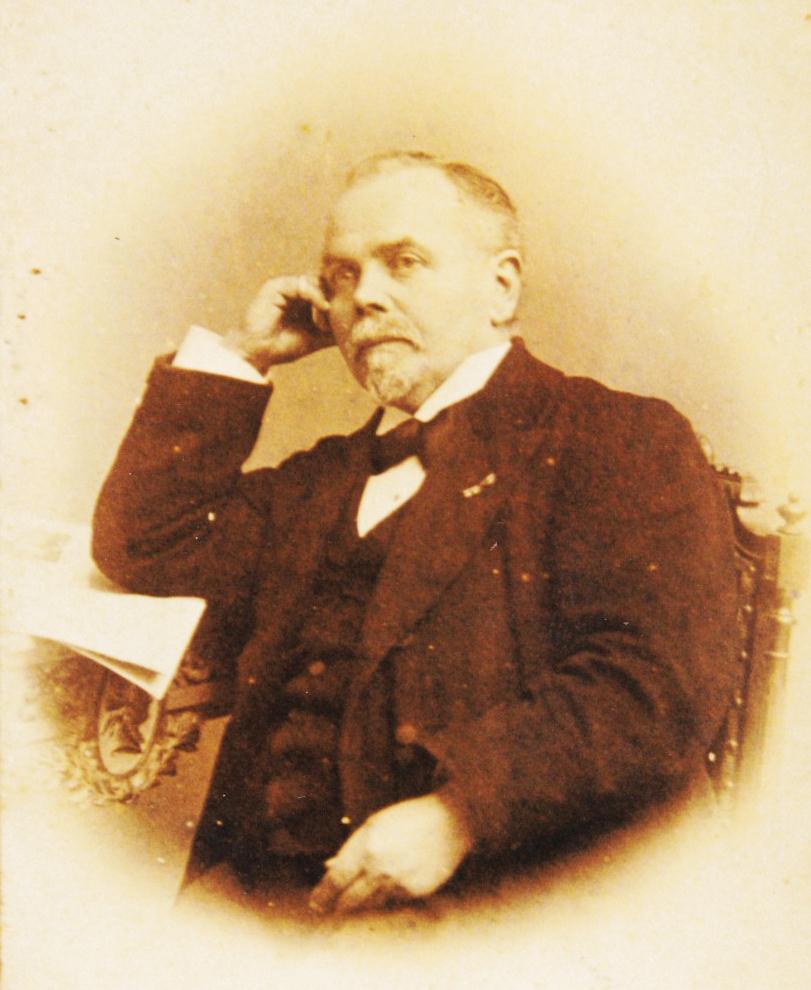

- Bestand:Een_portretfoto_van_Theodoor_Sevens_4.jpg
- Bestand:Een_portretfoto_van_Theodoor_Sevens_5.jpg
- Bestand:Theodoor_Sevens_scan_1.jpg
- Bestand:Een_portretfoto_van_Theodoor_Sevens_2.jpg
- Bestand:Een_portretfoto_van_Theodoor_Sevens_3.jpg